# Dentipellis microspora
Dentipellis microspora är en svampart som beskrevs av Y.C. Dai 1998. Dentipellis microspora ingår i släktet Dentipellis och familjen Hericiaceae.   Inga underarter finns listade i Catalogue of Life.